# Мпанде
Мпанде ка Сензангакона (*1798  —1872) — інкосі (король) Держави зулусів у 1840—1872 роках.

## Життєпис

### Молоді роки
Походив з династії Зулу. Син вождя Сензагакони ка Ями і Сонгії, доньки вождя Нготша Хлабіса. Замолоду не виявив хисту до державних справ. Після вбивства інкосі Шака та сходження на трон Дінгаана не відігравав значної ролі. Втім після поразок останнього у 1838 році Мпанде почав збирати загони для здобуття влади. У 1839 році відмовився підтримувати Дінгаана у війні з племенем свазі.
У січні 1840 року повстав проти свого брата Дінгаана. При цьому отримав допомогу з боку ватажка бурських переселенців Андріса Преторіуса. Останній на чолі з 400 вояків брав участь у вирішальній битві при Маконгко, де Мпанде здобув повну перемогу, після чого став новим інкосі (королем) Держави зулусів.

### Володарювання
За допомогу у здобуті влади Мпанде віддав бурам худобу, яку нібито було захоплено у них під час війни з Дінгааном, і надав їм повну свободу дій в Наталі, передавши в розпорядження бурам близько 20 тисяч км² зулуських земель. Разом з тим Мпанде вдалося зберегти незалежність зулуської держави. Він зміг встановити дружні відносини з англійцями, які анексували в 1843 році бурську республіку Наталь. Кордон між новою британською колонією і володіннями Мпанде проходила по річці Тугела і її лівому притоці Баффало відповідно до угоди Генрі Клоетом. Того ж року було викрито змову брата інкосі — Гкугку, якого було вбито разом з родиною. Інші прихильники Гкугку втекли до Наталя.
Водночас у 1847 році уклав мир з юбурами, передавши частину земель біля річки Кліп. В подальшому Мпанде намагався грати на протиріччях між бурами та англійцями, надаючи прихильність першим. У 1852 році Мпанде здійснив успішний похід проти свазі, змусивши визнати повну владу тамтешнього вождя Мсваті II.
У 1850-ті роки серед зулусів великою популярністю став користуватися Кечвайо, але сам Мпанде був прихильним до свого старшого сина Мбуязі. В результаті, навколо претендентів на трон склалося два ворожих табори. Прихильники Кечвайо були відомі під ім'ям узуту. У 1856 році цей конфлікт вилився у відкрите збройне протистояння. Люди Мбуязі сблюндрували землі прихильників Кечвайо, що призвело до мобілізації сил узуту. Дві ворожі армії зустрілися в грудні 1856 року на березі Тугела у битві при Ндондакусука. Мпанде надав допомогу Мбуязі, але узуту вдалося здобути перемогу, а Мбуязі та п'ятеро інших синів Мпанде було вбито.
З цього моменту фактичне управління країною перейшло до Кечвайо, а за Мпанде залишилися лише формальні представницькі функції. Конфлікт між батьком і сином так і не було вирішено до кінця. У обох не вистачало сил рішуче змінити ситуацію на свою користь. Це протистояння викликало серйозні побоювання у англійських властей Наталя, які боялися, що ескалація конфлікту може привести до дестабілізації ситуації і в самій англійській колонії, де африканське населення складало переважну більшість. Побоюючись можливого вторгнення з боку зулусів, колоніальні власті ухвалили рішення про зведення уздовж кордону кількох військових фортів. Проте колоністи і зулуси були зацікавлені в мирному вирішенні конфлікту. Тому, за посередництва англійців, Кечвайо і Мпанде прийшли до компромісу. У 1861 році до Держави зулусів зі спеціальною місією вирушив міністр з тубільних справ республіки Наталь Т.Шепстоун, офіційно визнав Кечвайо спадкоємцем Мпанде, який, в свою чергу, публічно висловив свою відданість батькові. В подальшому Кечвайо і Мпанде спробували використовувати підтримку англійців в протистоянні з бурами.
В останні роки свого життя Мпанде фактично вже не мав значного впливу на справи управління. Інкосі зулусів вподобав спиртні напої, особливо, пиво. При інкосі Мпанде завжди знаходився слуга, що в разі потреби підносив йому улюблений напій. Згодом інкосі став настільки важким, що втратив можливість пересуватися без сторонньої допомоги. Фактичне керівництво країною перебувало у Кечвайо. Помер Мпанде в жовтні 1872 року.